# Красивомохові
Красивомохові (Calliergonaceae) — родина мохів, що належать до порядку Hypnales.
Родина містить такі роди:
- Calliergon (Sull.) Kindb.
- Loeskypnum H.K.G.
- Sarmentypnum Tuom. & T.J.Kop.
- Straminergon Hedenäs
- Warnstorfia Loeske